# Geranium hanaense
Geranium hanaense är en näveväxtart som beskrevs av A.C. Medeiros och Harold St.John. Geranium hanaense ingår i släktet nävor, och familjen näveväxter. Inga underarter finns listade i Catalogue of Life.